# Harald Sioli
Harald Felix Ludwig Sioli (Köthen, 25 de agosto de 1910 – Plön, 14 de outubro de 2004) foi um agrônomo, pesquisador e professor universitário brasileiro.
Grande oficial da Ordem Nacional do Mérito Científico e membro correspondente da Academia Brasileira de Ciências (2002), Harald trabalhou na Amazônia e no Instituto Biológico de São Paulo.

## Biografia
Harald nasceu na cidade de Köthen, ainda no Império Alemão, em 1910. Formou-se em 1934 Universidade de Kiel. Logo em seguida embarcou para o Recife, como assistente de Friedrich Lenz, na época colaborador do Instituto Hidrobiológico em Ploen. Ele fora convidado por Rodolpho von Ihering, Diretor da Comissão Técnica de Piscicultura do Nordeste, para realizar estudos hidrobiológicos nos açudes do nordeste semi-árido. Harald voltaria para a Alemanha em 1935, com o término da missão, voltando apenas em 1938.
Foi preso em campo de concentração no interior do Pará, em Tomé-Açu, durante a Segunda Guerra Mundial. Após a guerra, realizou pesquisas no Instituto Nacional de Pesquisa da Amazônia (INPA), em Manaus, em convênio com o Instituto Max Planck. Em 1940, iniciou seus trabalhos limnológicos sobre a Amazônia, onde residiu por duas décadas. 

## Pesquisas
As pesquisas de Harald Sioli foram pioneiras na classificação das águas dos rios da Amazônia entre rios de água branca e rios de água preta, em razão da riqueza de componentes químicos em suspensão na água.

## Morte
Harald Sioli morreu em 14 de outubro de 2004, em Plön, aos 94 anos.

## Legado
A Associação Brasileira de Limnologia (ABLimno) criou o Prêmio Harald Sioli com o intuito de estimular a formação de recursos humanos e a pesquisa científica em Ecologia Aquática no Brasil, podendo concorrer alunos de graduação e de pós.